# Mahmud Muhammad as-Sajjid
Mahmud Muhammad as-Sajjid Muhammad Kandil (arab. محمود محمد السيد محمد قنديل; ur. 27 sierpnia 1989) – egipski zapaśnik walczący w stylu klasycznym. Wicemistrz Afryki w 2010. Mistrz Afryki juniorów w 2009 roku.